# Jerry Goldsmith
Jerry Goldsmith, all'anagrafe Jerrald King Goldsmith (Pasadena, 10 febbraio 1929 – Beverly Hills, 21 luglio 2004), è stato un compositore e direttore d'orchestra statunitense.
È noto per le sue colonne sonore cinematografiche, tra cui quelle per il film Il presagio, per la saga di Star Trek e per quella di Rambo, per il cult Il pianeta delle scimmie (1968), per il film Premio Oscar Patton, generale d'acciaio (1970) e per altre celebri pellicole tra cui Alien (1979), Poltergeist (1982), Gremlins (1984), Basic Instinct (1992), Il primo cavaliere (1995) e La mummia (1999), nonché per il classico Disney Mulan (1998). Nel 1997 ha inoltre composto la celebre fanfara della Universal Pictures.
Nell'arco di circa cinque decenni di carriera fu candidato diciassette volte al Premio Oscar alla miglior colonna sonora originale e una (nel 1977) all'Oscar alla miglior canzone originale, vincendo la statuetta per la colonna sonora de Il presagio (1977). Fu inoltre nove volte candidato al Golden Globe alla migliore colonna sonora e quattro al BAFTA nella stessa categoria.

## Biografia
Nato da una famiglia di ebrei emigrati dalla Romania all'inizio del secolo, studiò pianoforte con Jacob Gimpel e composizione e teoria musicale con il compositore italiano Mario Castelnuovo-Tedesco (il quale fu insegnante di altri celebri compositori di colonne sonore quali Elmer Bernstein, John Williams ed Henry Mancini).

### Gli inizi
Nel 1950, all'età di 21 anni, venne assunto nella sezione musicale del network CBS, per il quale compose molte sigle e musiche di scena di spettacoli radiofonici, fino al 1960. Questa prima esperienza con i network radio-televisivi consentì a Goldsmith di collaborare, nei primi anni sessanta, a moltissimi prodotti per il piccolo schermo, tra cui serie molto famose come Ai confini della realtà, Thriller, Il dottor Kildare e Organizzazione U.N.C.L.E. (delle ultime due serie fu autore anche delle sigle).

### Gli anni sessanta
Nel frattempo il compositore conobbe Alfred Newman, all'epoca famoso ed influente compositore di musiche per film, il quale aiutò Goldsmith ad affermarsi nell'ambiente della musica cinematografica. Sul grande schermo Goldsmith esordì nel 1957 con il film Giustizia senza legge di Allen H. Miller. Il suo primo lavoro per un titolo di rilievo fu la colonna sonora del western crepuscolare Solo sotto le stelle (1962), interpretato da Kirk Douglas e Walter Matthau: lo splendido tema e l'inusuale approccio di Goldsmith alle atmosfere western consentirono al giovane compositore di ricevere delle ottime recensioni. Nel giro di pochi anni si affermò come uno dei musicisti per cinema più sensibili, eclettici, versatili e dotati, e la sua collaborazione fu richiesta anche da registi di notevole rilievo, Tra i quali John Huston, Sam Peckinpah, Otto Preminger, Robert Wise, Howard Hawks, John Frankenheimer.

### Gli anni settanta e ottanta
Goldsmith, come i quasi coetanei Elmer Bernstein e John Williams, fu capace di costituire il punto di passaggio tra l'impostazione classica delle colonne sonore hollywoodiane di nomi come Miklós Rózsa, Franz Waxman, Bernard Herrmann e lo stesso Alfred Newman, e le nuove concezioni del rapporto musica / cinema che videro la luce negli anni a cavallo del 1968. Il compositore, infatti, non esitò ad arricchire la sua tavolozza creativa con sperimentalismi, con ricerca timbrica, con l'inclusione di componenti etniche (laddove richiesto dai film) oppure elettroniche, con l'introduzione di intriganti commistioni tra musica sinfonica classica e musica jazz, blues e persino pop e rock.
Tra le sue opere spiccano dunque anche lavori ai limiti dell'atonalismo, come Il pianeta delle scimmie (1968), oppure intrise di fredde componenti marziali, come Patton, generale d'acciaio (1970), o, ancora, dominate da ombrose venature jazz, come Chinatown (1974).
Negli anni settanta il compositore californiano collaborò con i nomi più autorevoli del "nuovo" cinema. Tra essi Roman Polański, Franklin J. Schaffner, John Milius, Richard Donner, Peter Hyams.
Dopo l'exploit delle musiche di John Williams per Guerre stellari (1977) di George Lucas, infatti, si assistette ad un rilancio della composizione romantica e grandemente sinfonica, che lo stesso Goldsmith aveva già dimostrato di saper padroneggiare molto bene. In questa cornice, scrisse alcuni dei suoi titoli più noti, come Star Trek (1979), la miniserie televisiva Masada (1981) e Brisby e il segreto di NIMH (1982).
Grande importanza assunse inoltre la colonna sonora de Il presagio (1976), che fece vincere al compositore il suo unico premio Oscar per la miglior colonna sonora, su un totale di 18 candidature. Goldsmith comporrà in seguito le musiche per i due seguiti del suddetto film, La maledizione di Damien (1978) e Conflitto finale (1981).
L'esperienza maturata nel periodo più sperimentale degli anni settanta e la notevole versatilità fecero sì che in questo periodo Goldsmith fosse spesso richiesto da registi molto giovani, per i cui film non esitò ad accrescere le componenti elettroniche delle sue scelte timbriche.
Rambo 1983

### Gli anni novanta
Tra i registi delle ultime generazioni con cui il musicista lavorò, si ricordano Ridley Scott, Joe Dante, George Pan Cosmatos e Paul Verhoeven. Sono proprio per film diretti da quest'ultimo i titoli migliori che Goldsmith realizzò nell'ultimo decennio di carriera, tra cui Atto di forza (1990) e Basic Instinct (1992).
Jerry Goldsmith scrisse anche i temi musicali dei "logo" di numerose case produttive cinematografiche, tra cui quella della Cinema International Corporation (CIC) (con uso di un motivo tratto dalla partitura di La veglia delle aquile), quello della Carolco (con una rielaborazione di passaggi musicali del secondo episodio di Rambo) e nel 1997 quello della Universal Pictures.

### 2000-2004: Le ultime opere
Agli inizi del XXI secolo, il compositore diradò molto la sua attività, anche a causa del progressivo peggioramento delle proprie condizioni di salute, dovute al tumore al colon contro il quale combatteva da anni. In questo periodo compose partiture cinematografiche quali Nella morsa del ragno (2000), Al vertice della tensione (2001), Star Trek: La nemesi (2002). L'ultima colonna sonora di Goldsmith uscita al cinema fu quella di Looney Tunes: Back in Action (2003). In realtà, l'ultima colonna sonora cinematografica effettivamente realizzata dal celebre compositore fu quella per il film di fantascienza Timeline - Ai confini del tempo (2003), diretto da Richard Donner, ma il lavoro non venne poi utilizzato nel film.

### Musica classica e da concerto
Nella sua carriera, Goldsmith, come molti altri colleghi compositori,  affiancò la composizione di colonne sonore a quella di musica da concerto:
- "Toccata for Solo Guitar": Composizione per chitarra classica solista, scritta negli anni cinquanta.
- "The Thunder of Imperial Names": Composizione patriottica per banda concertistica e narrazione, scritta nel 1957.
- "Music for Orchestra": composta nel 1970. Presenta caratteri di forte atonalità (in quanto creata con la tecnica della Dodecafonia), ispirati ai temi musicali de Il pianeta delle scimmie, composti dallo stesso autore un paio d'anni prima.
- "Christus Apollo": una cantata per coro, mezzosoprano e orchestra, in quattro parti, composta nel 1969 in collaborazione con lo scrittore Ray Bradbury,che presenta nell'edizione discografica più recente Anthony Hopkins in veste di narratore (mentre nell'edizione originale la voce narrante era di Charlton Heston).
- "Fireworks (A celebration of Los Angeles)": Composizione sinfonica celebrativa, scritta nel 1999, dedicata alla città di Los Angeles, nella quale il compositore risiedeva.
- "Soarin' over California": una sinfonia in un solo movimento composta nel 2000, su commissione della Walt Disney Pictures, che fa da accompagnamento musicale all'attrazione Soarin' over California ride, presente in molti parchi a tema della Disney.

### Riconoscimenti e premi
Nel 1977 vinse l'Oscar per la colonna sonora de Il presagio (1976), l'unico Premio Oscar vinto su un totale di 18 candidature ricevute.
Nel 1985 vinse l'Academy of Science Fiction, Fantasy & Horror Films per la musica di Gremlins, su un totale di 8 candidature per lo stesso premio.
Dal 1987 al 2003 vinse quasi ogni anno il BMI Film & TV Awards, premio dedicato alla musica per film e televisione.
Vinse poi 4 Emmy Awards, nel 1975 per il film televisivo Babe, nel 1976 per la miniserie QB VII, nel 1981 per la miniserie Masada e ancora nel 1995 per la sigla della serie televisiva Star Trek - Voyager.
Vinse anche un Razzie Awards nel 1986 per la canzone "Peace in Our Life" dal film Rambo 2, giudicata la peggiore dell'anno.

### Vita privata
Sposatosi due volte, Goldsmith ebbe sei figli, tra cui Joel Goldsmith (1957-2012), anch'egli compositore per il cinema e la televisione.
Goldsmith morì di cancro la notte del 21 luglio 2004 a Beverly Hills, California.

## Filmografia parziale
- Giustizia senza legge (Black Patch), regia di Allen H. Miner (1957)
- La città nella paura (City of Fear), regia di Irving Lerner (1959)
- Il volto del fuggiasco (Face of a Fugitive), regia di Paul Wendkos (1959)
- Vivi con rabbia (Studs Lonigan), regia di Irving Lerner (1960)
- L'ombra della vendetta, (The Crimebusters), regia di Boris Sagal (1962)
- Solo sotto le stelle (Lonely Are the Brave), regia di David Miller (1962)
- Freud, passioni segrete (Freud: The Secret Passion), regia di John Huston (1962)
- La strada a spirale (The Spiral Road), regia di Robert Mulligan (1962)
- I cinque volti dell'assassino (The List of Adrian Messenger), regia di John Huston (1963)
- Donna d'estate (The Stripper), regia di Franklin Schaffner (1963)
- I gigli del campo (Lilies of the Field), regia di Ralph Nelson (1963)
- La veglia delle aquile (A Gathering of Eagles), regia di Delbert Mann (1963)
- Intrigo a Stoccolma (The Prize), regia di Mark Robson (1963)
- Prendila è mia (Take Her, She's Mine), regia di Henry Koster (1963)
- Elettroshock (Shock Treatment), regia di Denis Sanders (1964)
- Spionaggio a Washington (To Trap a Spy), regia di Don Medford (1964)
- Sette giorni a maggio (Seven Days in May), regia di John Frankenheimer (1964)
- Destino in agguato (Fate Is the Hunter), regia di Ralph Nelson (1964)
- Rio Conchos, regia di Gordon Douglas (1964)
- Il tormento e l'estasi (The Agony and the Ecstasy), regia di Carol Reed (1965)
- Prima vittoria (In Harm's Way), regia di Otto Preminger (1965)
- Il colonnello Von Ryan (Von Ryan's Express), regia di Mark Robson (1965)
- Incontro al Central Park (A Patch of Blue), regia di Guy Green (1965)
- I morituri (Morituri), regia di Bernhard Wicki (1965)
- Il nostro agente Flint (Our Man Flint), regia di Daniel Mann (1966)
- Guai con gli angeli (The Trouble With Angels), regia di Ida Lupino (1966)
- La caduta delle aquile (The Blue Max), regia di John Guillermin (1966)
- Quelli della San Pablo (The Sand Pebbles), regia di Robert Wise (1966)
- Il pianeta delle scimmie (Planet of the Apes), regia di Franklin Schaffner (1968)
- Bandolero!, regia di Andrew V. McLaglen (1968)
- L'uomo illustrato (The Illustrated Man), regia di Jack Smight (1969)
- El Verdugo (100 Rifles), regia di Tom Gries (1969)
- La lunga ombra gialla (The Chairman), regia di J. Lee Thompson (1969)
- Patton, generale d'acciaio (Patton), regia di Franklin Schaffner (1970)
- La ballata di Cable Hogue (The Ballad of Cable Hogue), regia di Sam Peckinpah (1970)
- La congiura (The Brotherhood of the Bell), film TV, regia di Paul Wendkos (1970)
- Tora! Tora! Tora!, regia di Richard Fleischer (1970)
- Rio Lobo, regia di Howard Hawks (1970)
- Fuga dal pianeta delle scimmie (Escape from the Planet of the Apes), regia di Don Taylor (1971)
- Uomini selvaggi (Wild Rovers), regia di Blake Edwards (1971)
- L'ultima fuga (The Last Run), regia di Richard Fleischer (1971)
- Chi è l'altro? (The Other), regia di Robert Mulligan (1972)
- Fango, sudore e polvere da sparo (The Culpepper Cattle Co.), regia di Dick Richards (1972)
- Papillon, regia di Franklin Schaffner (1973)
- La violenza è il mio forte (Shamus), regia di Buzz Kulik (1973)
- QB VII, regia di Tom Gries (1974) - miniserie televisiva
- Chinatown, regia di Roman Polański (1974)
- Il misterioso caso Peter Proud (The Reincarnation of Peter Proud), regia di J. Lee Thompson (1975)
- Il vento e il leone (The Wind and the Lion), regia di John Milius (1975)
- La parola di un fuorilegge... è legge! (Take a Hard Ride), regia di Antonio Margheriti (1975)
- Io non credo a nessuno (Breakheart Pass), regia di Tom Gries (1975)
- Il presagio (The Omen), regia di Richard Donner (1976)
- La fuga di Logan (Logan's Run), regia di Michael Anderson (1976)
- Cassandra Crossing (The Cassandra Crossing), regia di George Pan Cosmatos (1976)
- Ultimi bagliori di un crepuscolo (Twilight's Last Gleaming), regia di Robert Aldrich (1976)
- Isole nella corrente (Islands in the Stream), regia di Franklin Schaffner (1977)
- MacArthur il generale ribelle (MacArthur), regia di Joseph Sargent (1977)
- L'ultima odissea (Damnation Alley), regia di Jack Smight (1977)
- La maledizione di Damien (Damien: Omen II), regia di Don Taylor (1978)
- 1855 - La prima grande rapina al treno (The First Great Train Robbery), regia di Michael Crichton (1978)
- Capricorn One, regia di Peter Hyams (1978)
- Coma profondo (Coma), regia di Michael Crichton (1978)
- Alien, regia di Ridley Scott (1979)
- L'ultimo gioco (Players), regia di Anthony Harvey (1979)
- Star Trek, regia di Robert Wise (1979)
- Atmosfera zero (Outland), regia di Peter Hyams (1981)
- Masada, regia di Boris Sagal - miniserie TV (1981)
- Conflitto finale (The Final Conflict), regia di Graham Baker (1981)
- Brisby e il segreto di NIMH (The Secret of NIMH), regia di Don Bluth (1982)
- Poltergeist - Demoniache presenze (Poltergeist), regia di Tobe Hooper (1982)
- Rambo (First Blood), regia di Ted Kotcheff (1982)
- Sotto tiro (Under Fire), regia di Roger Spottiswoode (1983)
- Ai confini della realtà (Twilight Zone: The Movie), regia di Joe Dante, John Landis, Steven Spielberg e George Miller (1983)
- Psycho II, regia di Richard Franklin (1983)
- Runaway, regia di Michael Crichton (1984)
- Gremlins, regia di Joe Dante (1984)
- Supergirl - La ragazza d'acciaio (Supergirl), regia di Jeannot Szwarc (1984)
- Rambo 2 - La vendetta (Rambo: First Blood Part II), regia di George Pan Cosmatos (1985)
- Allan Quatermain e le miniere di re Salomone (King Solomon's Mines), regia di J. Lee Thompson (1985)
- Explorers, regia di Joe Dante (1985)
- Legend, regia di Ridley Scott (1986)
- Poltergeist II - L'altra dimensione (Poltergeist II: The Other Side), regia di Brian Gibson (1986)
- Colpo vincente (Hoosiers), regia di David Anspaugh (1986)
- Salto nel buio (Innerspace), regia di Joe Dante (1987)
- Rambo III, regia di Peter MacDonald (1988)
- Legge criminale (Criminal Law), regia di Martin Campbell (1988)
- L'erba del vicino (The 'Burbs), regia di Joe Dante (1989)
- Star Trek V - L'ultima frontiera (1989), regia di William Shatner
- La casa Russia (The Russia House), regia di Fred Schepisi (1990)
- Gremlins 2 - La nuova stirpe (Gremlins 2: The New Batch), regia di Joe Dante (1990)
- Atto di forza (Total Recall), regia di Paul Verhoeven (1990)
- A letto con il nemico (Sleeping with the Enemy), regia di Joseph Ruben (1991)
- Amore per sempre (Forever Young), regia di Steve Miner (1992)
- Basic Instinct (Basic Instinct), regia di Paul Verhoeven (1992)
- Mato Grosso (Medicine Man), regia di John McTiernan (1992)
- Matinee, regia di Joe Dante (1993)
- 6 gradi di separazione (Six Degrees of Separation), regia di Fred Schepisi (1993)
- Dennis la minaccia (Dennis the Menace), regia di Nick Castle (1993)
- The River Wild - Il fiume della paura (The River Wild), regia di Curtis Hanson (1994)
- Bad Girls, regia di Jonathan Kaplan (1994)
- Congo, regia di Frank Marshall (1995)
- Il primo cavaliere (First Knight), regia di Jerry Zucker (1995)
- Reazione a catena (Chain Reaction), regia di Andrew Davis (1996)
- Decisione critica (Executive Decision), regia di Stuart Baird (1996)
- Spiriti nelle tenebre (The Ghost and the Darkness), regia di Stephen Hopkins (1996)
- L.A. Confidential, regia di Curtis Hanson (1997)
- Air Force One, regia di Wolfgang Petersen (1997)
- L'urlo dell'odio (The Edge), regia di Lee Tamahori (1997)
- Deep Rising - Presenze dal profondo (Deep Rising), regia di Stephen Sommers (1998)
- U.S. Marshals - Caccia senza tregua (U.S. Marshals), regia di Stuart Baird (1998)
- Small Soldiers, regia di Joe Dante (1998)
- Mulan, regia di Tony Bancroft e Barry Cook (1998)
- Il 13º guerriero (The 13th Warrior), regia di John McTiernan (1999)
- La mummia (The Mummy), regia di Stephen Sommers (1999)
- Haunting - Presenze (The Haunting), regia di Jan de Bont (1999)
- L'uomo senza ombra (The Hollow Man), regia di Paul Verhoeven (2000)
- Nella morsa del ragno (Along Came a Spider), regia di Lee Tamahori (2001)
- Al vertice della tensione (The Sum of All Fears), regia di Phil Alden Robinson (2001)
- Looney Tunes: Back in Action, regia di Joe Dante (2003)
- Timeline - Ai confini del tempo (Timeline), regia di Richard Donner (2003)

## Curiosità
La canzone A new life del film Atto di forza venne usata anche nella sigla del ciclo "Cinema Uno" di Italia 1 dal 1998 al 2001.

## Riconoscimenti
Premio Oscar
- 1963 - Candidatura alla miglior colonna sonora per Freud - Passioni segrete
- 1966 - Candidatura alla miglior colonna sonora per Incontro al Central Park
- 1967 - Candidatura alla miglior colonna sonora per Quelli della San Pablo
- 1969 - Candidatura alla miglior colonna sonora per Il pianeta delle scimmie
- 1971 - Candidatura alla miglior colonna sonora per Patton, generale d'acciaio
- 1974 - Candidatura alla miglior colonna sonora per Papillon
- 1975 - Candidatura alla miglior colonna sonora per Chinatown
- 1976 - Candidatura alla miglior colonna sonora per Il vento e il leone
- 1977 - Candidatura alla miglior canzone per Il presagio
- 1977 - Miglior colonna sonora per Il presagio
- 1979 - Candidatura alla miglior colonna sonora per I ragazzi venuti dal Brasile
- 1980 - Candidatura alla miglior colonna sonora per Star Trek
- 1983 - Candidatura alla miglior colonna sonora per Poltergeist - Demoniache presenze
- 1984 - Candidatura alla miglior colonna sonora per Sotto tiro
- 1987 - Candidatura alla miglior colonna sonora per Colpo vincente
- 1993 - Candidatura alla miglior colonna sonora per Basic Instinct
- 1998 - Candidatura alla miglior colonna sonora per L.A. Confidential
- 1999 - Candidatura alla miglior colonna sonora per Mulan

Golden Globe
- 1965 - Candidatura alla miglior colonna sonora per Sette giorni a maggio
- 1967 - Candidatura alla miglior colonna sonora per Quelli della San Pablo
- 1975 - Candidatura alla miglior colonna sonora per Chinatown
- 1980 - Candidatura alla miglior colonna sonora per Alien
- 1980 - Candidatura alla miglior colonna sonora per Star Trek
- 1984 - Candidatura alla miglior colonna sonora per Sotto tiro
- 1993 - Candidatura alla miglior colonna sonora per Basic Instinct
- 1998 - Candidatura alla miglior colonna sonora per L.A. Confidential
- 1999 - Candidatura alla miglior colonna sonora per Mulan

BAFTA
- 1975 - Candidatura alla miglior colonna sonora per Chinatown
- 1976 - Candidatura alla miglior colonna sonora per Il vento e il leone
- 1980 - Candidatura alla miglior colonna sonora per Alien
- 1998 - Candidatura alla miglior colonna sonora per L.A. Confidential

Razzie Awards
- 1985 - Peggiore canzone per il brano Peace in Our Life dalla colonna sonora del film Rambo 2 - La vendetta.